# Keith Treacy
Keith Treacy (ur. 13 września 1988 w Dublinie) – irlandzki piłkarz występujący na pozycji pomocnika w Barnsley.

## Kariera klubowa
Swoją karierę piłkarską Treacy rozpoczynał w zespole Belveder FC, następnie rozpoczął treningi w szkółce piłkarskiej Blackburn Rovers. Do pierwszego składu tego zespołu włączony został w czerwcu 2006 roku. Pierwszy raz do niego został powołany na ostatnie spotkanie sezonu z Reading, jednak w nim nie wystąpił.
23 listopada 2006 roku został wypożyczony do Stockport County. W zespole tym zadebiutował 25 listopada w ligowym meczu z Macclesfield Twon. W zespole z Edgeley Park wystąpił jeszcze trzykrotnie, po czym wrócił z wypożyczenia.
31 października 2007 roku w przegranym 2:1 meczu Pucharu Ligi z Portsmouth zadebiutował w zespole Blackburn. 5 stycznia 2008 roku wystąpił natomiast po raz pierwszy w Pucharze Anglii. Były to jego jedyne mecze w sezonie 2007/2008.
16 sierpnia 2008 roku w wygranym 3:2 meczu z Evertonem Treacy zadebiutował w Premier League. W całym sezonie 2008/2009 Irlandczyk wystąpił jeszcze w 11 ligowych spotkaniach.
W lipcu 2009 roku został wypożyczony do Sheffield United. Zadebiutował tam 7 sierpnia w ligowym meczu z Middlesbrough. Pierwszą bramkę strzelił 18 sierpnia w zremisowanym 1:1 spotkaniu z Leicesterem City.
1 lutego 2010 roku Treacy podpisał kontrakt z Preston North End.
W lipcu 2011 przeszedł do występującego w Football League Championship Burnley F.C.
23 marca 2012 roku został wypożyczony do końca sezonu do Sheffield Wednesday.

## Kariera reprezentacyjna
Treacy grał w reprezentacjach juniorskich Irlandii na każdym szczeblu wiekowym. W kadrze U-19 zaliczył 12 występów, zaś w U-21 siedem.
11 sierpnia 2010 roku zadebiutował w dorosłej reprezentacji Irlandii na Aviva Stadium w meczu przeciwko Argentynie.